# Limfocit
Limfocitul este o celulă a sistemului imunitar, responsabilă de reacțiile de apărare ale organismului față de substanțele pe care le consideră străine. Limfocitele aparțin familiei leucocitelor (globule albe) și sunt prezente la majoritatea vertebratelor.
Limfocitele B - Limfocitele B sunt răspunzătoare de răspunsul imunitar umoral; ele sunt specializate în producerea de anticorpi, pe care îi secretă după ce s-au transformat în plasmocite și difuzează în umorile (lichidele) organismului.
Limfocitele T - Este vorba de celulele sistemului imunitar a căror maturare se face în timus (de unde și denumirea lor). Limfocitele T se diferențiază în două populații responsabile de răspunsul imunitar de tip celular:
- Limfocitele T CD4 auxiliare sau T helper, sau simplu T4, sunt specializate în secreția de citokine sau interleukine, molecule care le permit să coopereze cu alte celule.
- Limfocitele T CD8 cuprind două tipuri de celule, limfocitele citotoxice, capabile să ucidă celulele infectate de un virus, și limfocitele T supresoare, al căror rol este acela de a controla răspunsurile imunitare.
- Celulele NK (din engleză, natural killer, ucigaș natural) sunt celulele înrudite cu limfocitele T, cu care ele împart anumiți markeri membranari. Celulele NK sunt dotate cu o activitate citotoxică naturală, pe care ele o exercită în mod spontan pentru a distruge celulele infectate de virusuri sau celulele canceroase.
Patologie - Limfocitele pot prolifera (leucemie), pot descrește ca număr și pot prezenta anomalii funcționale (deficit imunitar congenital sau dobândit, ca în cazul SIDA). Există în plus numeroase boli legate de diferite disfuncțiuni ale limfocitelor, ca bolile autoimune (scleroză în plăci, diabet insulinodependent, lupus eritematos diseminat etc.) sau alergice (febra fânului)